# 平斯克慘案
平斯克慘案（波蘭語：Masakra w Pińsku）是一起波蘭軍隊在1919年4月佔領平斯克以來，以35位猶太人居民當作俘虜處決的屠殺事件，發生在波蘇戰爭的初期階段。當地的猶太人在開會中途被波蘭士兵強行逮捕，由波蘭軍官審判是一起布爾什維克的陰謀會議，於是不經由法庭對這些嫌疑犯下令實行處決。

## 經過

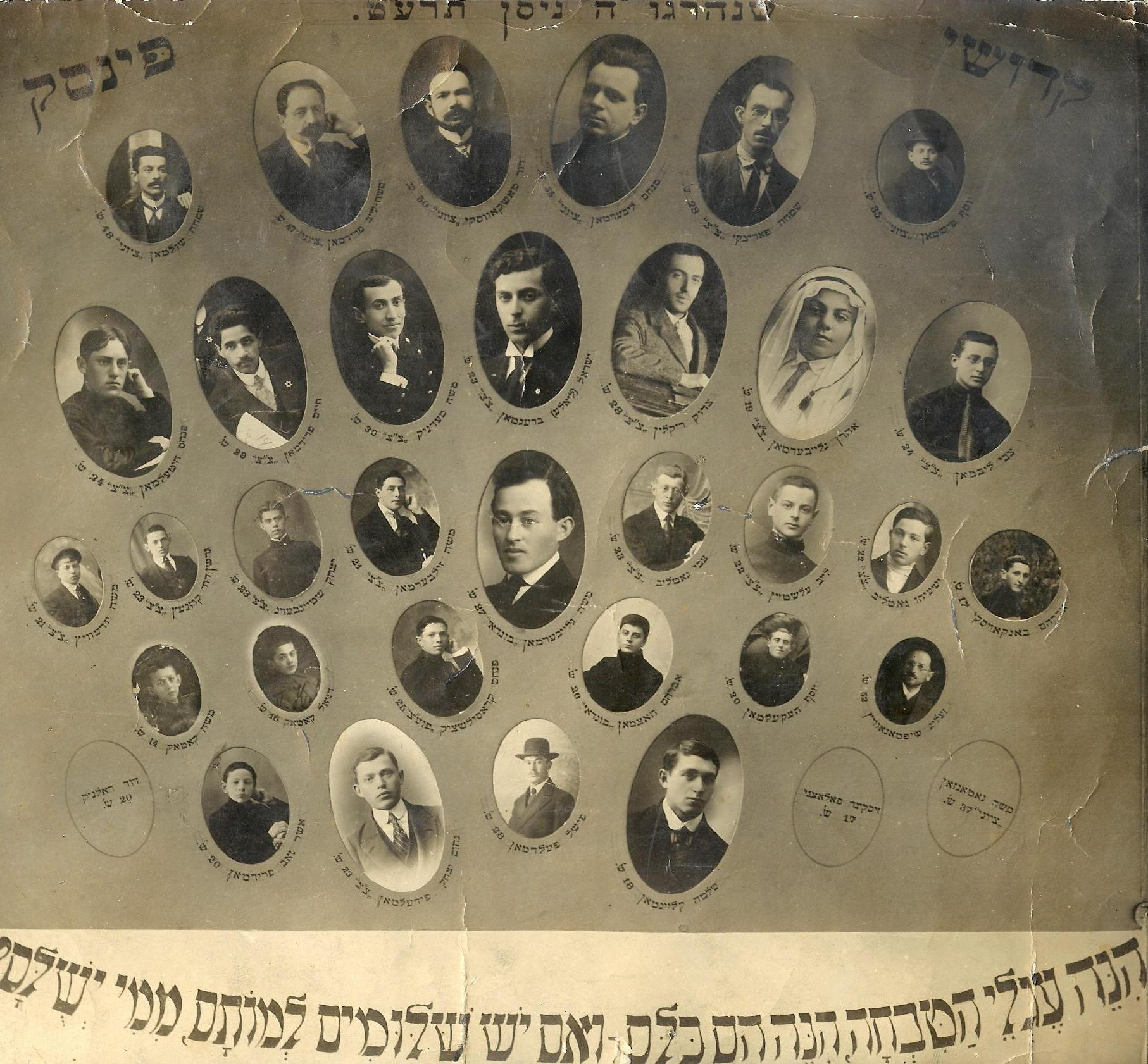
被殺害的35位猶太人的照片

在波苏战争中，波兰军队于1919年3月初佔領了平斯克。4月5日，大約有75到100名犹太居民聚集在当地名为Beth Hamm的会堂，讨论如何分配美国所提供的救災援助，
本次会议已經獲得了波蘭軍管當局的批准。
波蘭少校纳巴特-鲁兹尼斯基聽到传言，说这次会议是布爾什維克分子在密謀在明斯克进行武装起义。他没有進行調查，就馬上逮捕和命令处决与會者中的35人。在逮捕後短暫的數小時內，35名拘禁者被命令背靠市鎮教堂的牆壁列成一排，集體槍斃。剩下的殘留者連同男女全部被扒光衣服和毒打，隔日早晨，有3位傷者被發現還存活，被波蘭士兵打死。

### 事件報告
波蘭當局
最初的調查報告是根据美國調查人員弗朗西斯·弗戎扎克对事件的记录和描述所做出的，报告确认了波蘭方面所宣稱的：處決的人都是布爾什維克的陰謀分子。弗戎扎克是經美国國務院准許，于1918年5月来到欧洲的。他是美国波兰国家部门的领导人，曾任纽约州水牛城的健康专员。他冒充美國陸軍中校的身分，获得了在平斯克調查當地的衛生條件的权力。他还是羅曼·德莫夫斯基領導的波蘭全國委員會的一員，负责該組織的公益事業部門。弗朗西斯并不是事件的目擊者，却接受了鲁兹尼斯基的说法，认为这次援助分配會議事實上就是布爾什維克在密谋獲取武器。用來襲擊平斯克的少量波兰驻军。他本人還聲稱，從猶太人會議廳聽到槍聲。当他赶到处决犹太人的广场时，聽到了一名已经受了致命傷的猶太人承认了是在密谋。最初有關屠殺的電報，和波蘭軍方的调查報告均在很大程度上以弗朗西斯的证词为基础，否认地方當局存在任何不法行為，並譴責猶太受害者。即使波蘭政府企圖壓制大屠殺的內情，國際媒體對該事件的記述仍造成強烈反響。
猶太人
事件的另一版本基於美犹联合救济委员会的代表巴尼特·朱克曼（Barnet Zuckerman）的陳述。4月1日到5日，他曾在平斯克和当地的领导人商讨美国提供救災援助的分配问题。平斯克慘案发生的4月5日夜，他已经到了一百七十公里外的布列斯特。他从逃出平斯克的人那里得到消息，并没有返回平斯克，而是馬上逃到華沙。而他所公布的事件中這樣指出：「一起對無辜平民的大開殺戒」（A "Massacre of Innocent Civilians"）。
歷史學者
美國歷史學家諾曼·戴維斯對这次會議是否曾明確授權表示疑問，並指出：「对这次非法會議的本質，到底是布爾什維克小团体的密谋，還是當地合作社的集會，抑或是美國救援委員會的開會討論，從來沒有被釐清。」
理查·盧卡斯將平斯克慘案描述為對35名布爾什維克滲透分子的死刑（an execution of a thirty-five Bolshevik infiltrators），從美國調查人員來看理應如此。
大衛·恩格爾另外提到摩根索調查報告，这是由美國外交官老亨利·摩根索率領的调查团深入調查平斯克和当时发生的其他屠殺之后提出報告。摩根索报告与戴維斯和盧卡斯的記述相矛盾。在調查平斯克屠殺的總結中，摩根索報告指出：对于波蘭當局宣稱會議本質上是布爾什維克黨人的聚會，
We are convinced that no arguments of a Bolshevist nature were mentioned in the meeting in question. While it is recognized that certain information of Bolshevist activities in Pinsk had been reported by two Jewish soldiers, we are convinced that Major Luczynski, the Town Commander, showed reprehensible and frivolous readiness to place credence in such untested assertions, and on this insufficient basis took inexcusably drastic action against reputable citizens whose loyal character could have been immediately established by a consultation with any well known non-Jewish inhabitant.
我們相信我们所调查的这次会议中没有讨论与布爾什維克主義有关的讨论。但我们注意到，有两名犹太军人曾报告说在平斯克有布尔什维克党人在活动。我們相信鲁兹尼斯基少校，城镇的军事领导者，做出把信任用在這種片面之詞，且輕浮和應受譴責的準備工作上。在這樣不充分的基礎上，對信譽良好的居民采取了不可原諒的激烈行動。这些居民的忠誠性格已經在对其他任何有名的非猶太居民的询问中立即得到了證實。
報告還發現波蘭的官方聲明，波蘭指揮官安东尼·利索夫斯基聲稱波蘭軍隊遭受了猶太人的攻擊，是毫無根據的。
幾天後在平斯克的猶太居民被波蘭軍管當局罰款，索討罰金10萬馬克。諷刺的是，在屠殺前不久平斯克的猶太人救濟委員會也收到相同的數額。

## 反應

### 波蘭軍方
波蘭集團司令利索夫斯基宣稱那個聚會就是布爾什維克黨人的會議，並且是猶太居民攻擊波蘭軍隊，這種犯罪理由帶出了全面緊張的軍事行動。波蘭軍方拒絕給調查人員查看文件，而且不管是軍官和士兵都沒有被處罰。鲁兹尼斯基少校沒有因此而遭受指責，他之後在波蘭軍中被調派並晉升為中校（1919年）和上將（1924年）。波議院（波蘭議會）對整個事件做出批評，但是波蘭軍方代表則否認有任何不當的行為。

### 國際輿論
在同時期的西方各大報紙，把慘案比做「平斯克的波蘭式屠場」（the Polish Pogrom at Pinsk），並引起廣泛的公眾議論。當波蘭政府的請求傳到伍德罗·威尔逊耳中，美國派員到波蘭調查所聲稱的暴行:587。派覆調查的美國外交官亨利·摩根索，在1919年10月3日出版他的調查報告。根據委員會的調查結果，總共約300名猶太人在這起和有關事件中流離失所，委員會也嚴詞批評魯茲尼斯基少校的做法，以及他上司對於平斯克事件的處理。
摩根索後來在自傳回憶，這樣寫道：
Who were these thirty-five victims? They were the leaders of the local Jewish community, the spiritual and moral leader of the 5,000 Jews in a city, eighty-five percent of the population of which was Jewish, the organizers of the charities, the directors of the hospitals, the friends of the poor. And yet, to that incredibly brutal, and even more incredibly stupid, officer who ordered their execution, they were only so many Jews.
這35名受害者是什麼人呢？他們領導當地的猶太社區，而且是这座85%的居民为犹太人的城镇里，5000名猶太人的精神与道德上的領袖。他们中包括慈善事業的主辦、醫院的董事、窮人的朋友。但对那个令人野蠻到難以置信，更加愚蠢到不敢相信的下令處死他們的軍官来说，他们只是很多犹太人而已。
美國報紙《紐約時報》和《言論評論報》都對事件做出報導：「根據來自世界犹太复国主义组织哥本哈根中心辦公室的報告，在一起平斯克的集體屠殺中，56名猶太人被殺害，有40人遭遇監禁和粗暴對待。據說，還有3名女性被鞭打。還有報告說猶太教堂被強制關閉，猶太人也被強迫勞動。」

## 紀念活動
1926年，從平斯克到巴勒斯坦的移民建立了吉布茨社區（Gvat），紀念平斯克慘案的受害者。